# Sadowne
Sadowne ist ein Dorf sowie Sitz der gleichnamigen Landgemeinde im Powiat Węgrowski der Woiwodschaft Masowien in Polen.

## Gemeinde
Zur Landgemeinde (gmina wiejska) Sadowne gehören folgende 23 Ortschaften mit einem Schulzenamt (sołectwo):
Bojewo
Grabiny
Kocielnik
Kolonia Złotki
Kołodziąż
Kołodziąż-Rybie
Krupińskie
Majdan Kiełczewski
Morzyczyn Włościański
Morzyczyn-Włóki
Ocięte
Orzełek
Płatkownica
Rażny
Sadoleś
Sadowne
Sojkówek
Sokółka
Szynkarzyzna
Wilczogęby
Zalesie
Zarzetka
Zieleniec
Złotki
Weitere Orte der Gemeinde sind Podkole, Orzełek (osada leśna), Sadowne (osada), Sadowne (osada leśna) und Zieleniec (osada leśna).